# Suflé
Un suflé o soufflé (del francès soufflé, «bufat» o «inflat») és un plat lleuger originari de França, elaborat a base de clares d'ou batudes a punt de neu i altres ingredients dolços o salats, per la qual cosa el suflé es pot servir com a primer plat o com a postres.
La primera menció del suflé s'atribueix al mestre cuiner Vincent La Chapelle, a principis del segle xviii. El desenvolupament i popularització del plat es solen atribuir al xef francès Marie-Antoine Carème un segle més tard.